# 世界新聞周報

世界新聞周報封面：希拉里領養外星小孩

《世界新聞周報》（Weekly World News，WWN）是一份已經停止發行的美國都市小報，以報導奇聞軼事、都會傳奇、惡搞新聞而聞名。該周報綜合了各式各樣奇怪的新聞與專欄，其中許多內容都未經一般的新聞查證程序。該周報也曾經短暫的擁有過一個屬自己的電視節目。 其特有的黑白封面已成為藝術中廣泛使用的流行文化形象。目前《世界新聞周報》的紙本已經停刊，不過仍繼續發行網路版。由於其荒誕不經的內容，該周報被稱為美國歷史上最富創意的報紙。

## 歷史
《世界新聞周報》創刊於1979年。創始人格內洛索·波普（Generoso Pope）因為旗下的八卦小報《國家詢問報》將由黑白版面改為彩色版面，為充分運用遺留下來的黑白印刷機，於是創立了黑白版面的《世界新聞周報》，容納那些不符合《國家詢問報》標準的文章。 黑白印刷也成了該刊的特色。
在1980年代，《世界新聞周報》發行量達到120萬份。不過至2007年，該刊發行量已經跌至8萬3千份。2007年7月，母公司美國媒體公司停止了《世界新聞周報》的發行，不過周報的網路版仍繼續生存。

## 報導風格
雖然《世界新聞周報》宣稱他們的報導都是真實的（他們的標語：「只報導事實：世界新聞週報！」），不過大部分的報導都以博君一笑為目的。他們經常報導的題材有外星人、古代太空人、時間旅行、大腳、歐帕茲等，他們甚至創造出一些在他們的新聞中重複出現的虛擬人物如蝙蝠男孩、外星人P'Lod等。其中最大宗可算是外星人地球活動。美國前第一夫人希拉里·克林顿就被指與外星人P'Lod有曖昧關係，後來還領養外星寶寶。2000年總統大選時，該刊報導「外星人支持布希當總統」，還登出了雙方握手的合成照片，甚至指柯林頓1992年也靠外星人背書當選。不過周報內容雖然荒唐，但其編輯也有能力在標題點出真實新聞的荒謬與可笑。如全世界在爭論複製人的道德問題時，它在顯著位置刊登一篇「蘇聯複製一萬個希特勒」。為了諷刺美國的外交政策，他們也報導了一篇「美國買通外星人去追殺賓拉登」。該刊的一篇新聞「12位美國參議員是外星人！」甚至被好事者貼到了美國參議院記者團的牆上。某些記者開玩笑的批評道，該新聞至少少算了三到四個在參議院中的外星人。
在其他的八卦小報紛紛轉向報導名人隱私與八卦的同時，只有《世界新聞周報》仍堅持報導這些為主流媒體所「忽略」的怪異「新聞事件」。據其中數百篇該刊新聞的作者馬克·米勒（Mark Miller）所言，這些新聞100%是虛構的。不過內容雖然荒誕不經，世界新聞周報的新聞內容仍然嚴格遵循新聞報導格式，有報導日期、新聞來源、專家說法等等新聞常見用語。該刊編輯告訴米勒，他寫的新聞表面上必須「看起來有這麼一回事」，因為他們必須同時滿足一半認真的讀者，與另一半純粹把這些新聞當笑話看的讀者。一位編輯受訪時曾回憶他寫過的一個「新聞」：「一個人節食到太餓了，以致於拿著斧頭追著侏儒跑，因為他把侏儒看成了雞」，雖然完全是虛構的，可是必須寫成似乎有那麼回事。
在2004年以前，《世界新聞周報》從不公開懷疑自己報導的真實性。不過2004年開始，該刊開始加註警語：「為了娛樂起見，請讀者暫時拋開自己的不信任」（the reader should suspend disbelief for the sake of enjoyment）。

## 流行文化
- 在電影《MIB星際戰警》中，湯米·李·瓊斯飾演的K指著書報攤上的《世界新聞周報》說：「這是地球上最好的事件調查報導」，「這裡面寫的都是真實的故事！」。
- 在美國電視影集《超自然檔案》中，主角山姆和狄恩曾偽裝成《世界新聞周報》的記者，其中第二季第15集內容更以該刊為中心。為了宣傳，《世界新聞周報》曾經在網路版與印刷版同時刊出山姆和狄恩的專訪，他們以劇中角色的身分接受訪問。在專訪中，狄恩承認他從小學四年級就開始訂閱《世界新聞周報》。[7][8]

## 中文媒體的引用
由於《世界新聞周報》的新聞「看起來有這麼一回事」，有時會導致了不明就裡的中文媒體引用報導，成為網路謠言，特別是關於外星人飛碟的假報導。

### 木乃伊懷孕
其中最著名的就是「木乃伊懷孕」的新聞。該新聞表示一個出土的木乃伊回應了博物館看守人「愛的呼喚」，甚至懷了看守人的孩子。此新聞歷經了香港《文匯報》與中國新浪網的報導與大量信件轉寄，流傳甚廣，被評為「2002年十大假新聞」之一。該新聞直到2012年仍為鳳凰網所引用。

### 百慕大失蹤的二戰轟炸機現身太空
《大纪元時報》引用報導，1995年一位美國天文學家克芬德·路丁博士公佈了他的驚人發現，聲稱他在觀察火星時，竟意外地看到有4架「二戰」時期失蹤的美國轟炸機在火星空域編隊飛行。

### NASA地球衛星雲圖　驚現邪惡撒旦
《大纪元時報》引用報導，NASA拍到一張地球衛星雲圖，上面驚現邪惡的撒旦臉孔，這張臉整整覆蓋了半顆地球，齜牙裂嘴的表情更嚇壞許多人，雖然NASA堅稱一切純屬巧合，但許多專家和獨立觀測員一致認為，這是世界末日即將來臨的強大預兆！儘管當局認為照片不具任何意義，前美國總統柯林頓仍要求把照片複製給葛培理牧師、教宗若望保祿二世等具影響力的宗教人物。

### 拿破崙的頭骨發現了外星人植入的晶片
《人民报》、《大纪元時報》、新唐人电视引用報導，在拿破仑头骨上发现被外星人植入的晶片，该晶片的制造技术现代人还达不到，只有外星人可以制造出来。于是引起轩然大波。俄罗斯应用飞碟学学会会长、俄罗斯科学院院士弗拉季米尔．阿扎扎称，法国科学家曾对拿破仑的遗骸进行过秘密检查，结果竟在拿破仑头骨中发现了一枚无法解释的神秘芯片。

### 二战失踪的美国轰炸机惊现月球背面的陨石坑
《大纪元時報》引用報導，1987年，前蘇聯科學家公布了一條十分驚人的消息，在月球背向地球一面的火山口中，停放著一架美國二戰時期的重型轟炸機。這個消息是前蘇聯科學家從人造衛星發回的一組照片得知的。據照片顯示，這架飛機的機身和機翼上有明顯的美國空軍標誌，飛機的有些地方已被隕石破壞，但機體依然完好。然而，1988年7月，這架飛機竟然從月球山神秘地消失了，令科學家們大惑不解。

### 肯尼迪诅咒
环球网引用報導，约瑟夫·肯尼迪在20世纪30年代曾任驻英国大使时，曾拒绝为500名被送进纳粹死亡集中营的犹太人派发签证，因而遭到犹太人的诅咒。

### 賓拉登陰謀？八千愛滋美女色誘美國大兵
《大纪元時報》、《自由時報》引用報導，據美國世界新聞週報報導，傳恐怖首腦賓拉登下令八千名身染愛滋的美女，專門在夜總會和酒吧勾引美國大兵，以傳播世紀絕症給他們，以削弱美軍戰力。

### 布什要把夏威夷賣給日本
《時代商報》引用報導，美國總統布什因為美國國債數字龐大，要把夏威夷賣給日本還債，新聞並置於該報的頭版，許多網路媒體也跟進報導。

### 白宫女实习生色誘布什
新華網、《東森新聞報》、中央電視台網站等引用報導，形容了美国白宫安全官员开除了一年轻女实习生，因为她进入白宫引诱布什总统，而幕后的操作者可能是美国民主党。

## 參照
- 洋葱报

## 外部連結
- 世界新聞週報網站（页面存档备份，存于）